# Zofia Agnieszka Poniatowska
Zofia Agnieszka Poniatowska   (c. 1685 - Cracòvia, 6 de maig de 1763) filla del cisacogrodzki de Wyszogród Franciszek Poniatowski i Helena Niewiarowska (coneguda com a Helena Poniatowska), tia del rei polonès Estanislau August Poniatowski.
El 21 de novembre de 1701 va entrar al noviciat al monestir de monges carmelites descalces a Sant Martí de Cracòvia, on va prendre el nom de Krystyna Helena de la presentació de la Mare de Déu. El 21 de novembre de l'any següent, va fer els seus vots religiosos a Krasiczyn, on les monges es van trobar durant l'exili. El 1725 va ser enviada a una nova fundació a Wesoła, on va ser elegida prior sis vegades des de 1732. El 1749, a Zofia se li va oferir el lloc de superiora al monestir de Sant Martí, però es va negar a acceptar-la.